# Vesipirina
La vesipirina, conosciuta anche come acetilsalicilato di fenile o acetilsalolo, è un blando analgesico, della classe dei salicilati.  Può considerarsi come acido acetilsalicilico nella cui formula l'idrogeno del carbossile aromatico è sostituito dal fenile. 
Si presenta come una polvere cristallina bianca, quasi insapora, con lieve odore di acido acetico; è solubile nell'alcool, etere, cloroformio, ma non in acqua. Fonde a circa 97°. 
Reazioni di identenficazione in laboratorio.  Si facciano bollire per tre minuti 0,50 g di Vesipirina con 10 cc di soluzione normale di potassa caustica: nel filtrato, per aggiunta di 10 cc di acido cloridrico normale, precipita l'acido salicilico ed il liquido odora di fenolo. 
Saggi di purezza:  1) La soluzione di 0,20 g di Vesipirina in 5 cc di alcool non deve colorarsi in violetto con una goccia di cloruro ferrico (acido salicilico e salolo). 2) Si facciano bollire 0,50 g di prodotto con 10 cc di acqua: il filtrato non deve avere reazione acida al tornasole ed evaporato non deve lasciare residuo superiore a 1 mg. 
Non essendo solubile in mezzo acido, attraversa inalterata lo stomaco; nell'intestino, in presenza dei fermenti enterici e in ambiente alcalino, si sdoppia formando acido acetico e salolo. Perciò ha le stesse indicazioni terapeutiche del salolo. La dose abituale è di 1 g ripetuta tre volte nel giorno.